# Tarnished Reputations
Tarnished Reputations è un film muto del 1920 diretto da Herbert Blaché, Alice Guy e Léonce Perret

## Trama
Trovandosi un giorno in un paesino di campagna, il giovane ma già affermato artista Robert William resta affascinato da una ragazza del luogo, la giovane Helen Sanderson. Volendo farne la sua modella per un dipinto, riesce a convincerla a posare per lui. Durante le loro sedute, tra i due nasce l'amore ma, appena finito il quadro, Robert è richiamato in città. Helen aspetta fiduciosa che lui si rifaccia vivo, ma il pittore sembra sparito nel nulla. La ragazza, allora, decide di andarlo a cercare. Ma, in città, viene presa per una prostituta ed è condannata al riformatorio. Una volta rilasciata, lei implora l'aiuto del giudice Princeton. L'uomo, commosso dalle disavventure della giovane, la presenta al commediografo George Wendbourg, che si prende cura di lei. Helen studia recitazione e, ben presto, si dimostra una brava attrice tanto da raggiungere dopo poco tempo un grande successo. Diventata una stella del palcoscenico, Helen attira sempre nuovi ammiratori. Robert, vedendola recitare, scopre di non averla dimenticata. Il fuoco amoroso che sembrava spento in lui, si è ravvivato e chiede ad Helen di perdonarlo. Lei, dapprima, sembra respingerlo, poi si addolcisce e alla fine lo perdona.

## Produzione
Il film fu prodotto dalla Perret Productions Inc. Fu girato con il titolo di lavorazione A Soul Adrift.

## Distribuzione
Il copyright del film venne registrato il 24 febbraio 1920. Distribuito dalla Pathé Exchange, uscì nelle sale cinematografiche USA il 14 marzo 1920.